# Генріх Ганнібал
Генріх Ганнібал (нім. Heinrich Hannibal ; 19 листопада 1889 року , Зеллінген (Нижня Саксонія) — 9 травня 1971 року , Гамбург) — високопоставлений член СС у нацистській Німеччині, бригадефюрер СС і генерал-майор охоронної поліції. Наприкінці вересня 1941 року 303-й поліцейський батальйон під його командуванням брав участь у масових розстрілах євреїв в урочищі Бабин Яр у Києві .

## Біографія
Народився у сім'ї майстра взуттєвих справ Генріха Ганнібала та його дружини Софі, уродженої Хехт.
До 1905 року відвідував початкову школу в Зеллінгені, до 1907 року — підготовчу школу унтер-офіцерів у Нейбрейзасі, а потім до 1909 року — школу унтер-офіцерів у Юлісі. 1 квітня 1909 року вступив на службу в 4-й Лотарингський піхотний полк № 136 прусської армії в Страсбурзі .
У складі цього полку воював у званні фельдфебеля на Західному та Східному фронтах, а також у Румунії у Першу світову війну, також був тричі поранений. Нагороджений Залізним хрестом 1-го та 2-го класів .
Після війни вступив на службу до Добровольчого корпусу ополчення. У 1919 році був переведений до тимчасового рейхсверу, де служив у 104-му піхотному полку. У липні 1920 року звільнився з армії у званні лейтенанта. Служив у поліції безпеки та охорони в Ордруфі, а потім у Мюльхаузені . Пройшовши підготовку в поліцейських школах у Бурзі, Дюссельдорфі та Магдебурзі, командував поліцейською ділянкою Бохум-Південь. З грудня 1935 року служив децернентом за урядового президента в Арнсберзі. У 1937 року йому було доручено командування охоронною поліцією району Харбурга в Гамбурзі.
1 березня 1932 року вступив до НСДАП, 1 травня 1939 року вступив до СС .
Після початку Другої світової війни з листопада 1939 року командував 303-м рекрутським батальйоном поліції у Бремені. Історія цього поліцейського батальйону безпосередньо пов'язана з Голокостом. Після його дислокації в Польщі влітку 1941 року він був об'єднаний з двома іншими батальйонами і утворив поліцейський полк «Росія-Південь», який діяв під командуванням вищого керівника СС і поліції Фрідріха Еккельна. Під час масових розстрілів в урочищі Бабин Яр у Києві, в ході яких під керівництвом зондеркоманди 4а айнзацгрупи С за два дні наприкінці вересня 1941 року було вбито понад 33 тисячі євреїв, 303-й поліцейський батальйон доставляв жертв до місця розстрілу, брав участь у оцепах. .
У січні 1942 року його було призначено на посаду начальника відділення поліції у Херсоні. З квітня 1943 року — командир 31-го поліцейського стрілецького полку СС, який брав участь у так званих антибандитських операціях. Був тяжко поранений.
З 1 травня 1944 року — штандартенфюрер СС та полковник охоронної поліції.
23 серпня 1944 року нагороджений Лицарським хрестом Залізного хреста за нагороди у складі бойової групи Готтберга (група армій «Центр»). Бойова група Готтберга проводила акції проти партизанів і була відповідальною за численні масові вбивства в Білорусії.
З червня 1944 року вона була розгорнута як фронтова через високі втрати німців під час літнього наступу Червоної армії. Восени 1944 року Ганнібал прийняв командування бойовою групою у складі 4-ї армії у Східній Пруссії.
З 9 листопада 1944 року — оберфюрер СС, з 30 січня 1945 року — бригадефюрер СС та генерал-майор охоронної поліції.
Розслідування, яке велося німецькими прокуратурами з 1965 року, не змогло встановити причетність Ганнібала до військових злочинів і притягнути його до суду.